# Pressec
|  | No s'ha de confondre amb Préssec. |

Pressec és un assentament a Guadalupe a la comuna d'Anse-Bertrand, a l'illa de Grande-Terre. Mahaudière es troba a l'oest, La Berthaudiere cap al nord, i Massioux cap a l'est.